# NGC 349
NGC 349 är en elliptisk galax i stjärnbilden Valfisken. Den upptäcktes den 27 september 1864 av Albert Marth. 